# Capnofrasera
Capnofrasera är ett släkte av svampar. Capnofrasera ingår i familjen Antennulariellaceae, ordningen Capnodiales, klassen Dothideomycetes, divisionen sporsäcksvampar och riket svampar.
|              | Capnodendron                                  |
|              |                                               |
|              | Heteroconium                                  |
|              |                                               |
| Capnofrasera | \| \| Capnofrasera dendryphioides \| \| \| \| |
|              | \| \| Capnofrasera dendryphioides \| \| \| \| |
|              | Antennulariella                               |
|              |                                               |
|              | Achaetobotrys                                 |
|              |                                               |
|              | Capnofrasera dendryphioides                   |
|              |                                               |

|  | Capnofrasera dendryphioides |
|  |                             |